# Iakoba Italeli
Iakoba Taeia Italeli – tuwalski polityk, były minister, gubernator generalny Tuvalu od 2010 do 2019.

## Życiorys
W 1997 ukończył studia na Wydziale Prawa Uniwersytetu Południowego Pacyfiku. 
W czasie wyborów parlamentarnych 3 sierpnia 2006 dostał się do parlamentu z okręgu Nui jako kandydat bezpartyjny (jak wszyscy deputowani). W swoim okręgu zajął pierwsze miejsce, zdobywając 281 głosów. Przed objęciem mandatu zajmował stanowisko prokuratora generalnego. 14 sierpnia 2006 objął urząd ministra edukacji, sportu i zdrowia w rządzie premiera Apisai Ielemii. 
W kwietniu 2010 został gubernatorem generalnym Tuvalu.